# Ші-Ра і могутні принцеси
«Ші-Ра і могутні принцеси» (англ. She-Ra and the Princesses of Power) — американський анімаційний вебсеріал студії DreamWorks Animation SKG. Серіал є перезапуском анімаційного серіалу «Ші-Ра: Могутня принцеса» 1985 року. Показ стартував 13 листопада 2018 року в сервісі Netflix і закінчився 15 травня 2020 року.
Сюжет оповідає про боротьбу жителів планети Етерія проти загарбників зі злої Орди. Коли дівчина Адора знаходить загублений меч, на неї переходить обов'язок героїні давнини Ші-Ри захищати світ. Вона приєднується до боротьби, котру очолюють принцеси народів Етерії, наділені магічними силами.

## Сюжет
Події відбуваються на планеті Етерія, більшість просторів якої займають мирні країни. Високотехнологічна Орда нищить природу та завойовує землі, їй протистоїть Опір, головна сила якого — це Альянс принцес, що володіють магією. Головна героїня — 16-річна дівчина Адора, вихована Ордою. Вона очолює загін, призначений боротися з принцесами, вважаючи тих небезпечними чудовиськами. Проте коли Адора випадково опиняється сама в лісі, вона розуміє, що Орда бореться проти таких же, як і вона, людей та інших мирних істот. Адора знаходить чарівний меч, що наділяє її силою перетворюватись на воїтельку Ші-Ру, і покладає на неї місію захистити Етерію.
Перший сезон. Адора живе в технологічному місті Зона Страху, де готується до боротьби з принцесами, котрих їй описують як чудовиськ. Разом з подругою Кетрою вона вирішує оглянути Шепотливий ліс та випадково губиться. Адора знаходить чарівний меч та стикається з принцесою Ґліммер і стрільцем Боу — бійцями Опору. Між ними та Адорою спалахує сутичка, та з'являється велетенський павук, в бою з яким сила меча перетворює Адору на могутню воїтельку. Адора, Гліммер і Боу опиняються в руїнах зниклої цивілізації Перших, де дізнаються, що Адора отримала здатність перетворюватись на Ші-Ру — легендарну героїню, захисницю Етерії. Коли Кетра починає атаку на мирне село, Адора стає на захист невинних людей. Перемігши солдатів і роботів Орди, вона приєднується до Опору.
Нові друзі приводять Адору в свою столицю — Яскравий Місяць. Ґліммер представляє її своїй матері, королеві Ангелі, замовчуючи, що та з Орди. Невдовзі таємниця розкривається, невміло скориставшись магією, Адора перетворює коня на летючого єдинорога, що стає її постійним супутником. Втікши до лісу, вона зустрічає стару, котра плутає Адору з Марою — колишньою володаркою титулу Ші-Ри. Ангела приймає Адору в ряди Опору, тим часом Кетра доповідає своїй командирці Ткачисі Тіней про зраду Адори. Та ставить Кетру на чолі загону замість Адори.
За завдання Ангели Ґліммер, Боу та Адора вирушають об'єднати всіх принцес. Їм вдається заручитись підтримкою Перфуми, що керує рослинами, Мермісти, котра зачакловує воду, винахідниці Ентрапти, і Фрости, що керує льодом. Вони відбивають численні атаки Орди, що спричиняє невдоволення Ткачихи Тіней. Кетра викрадає Ґліммер, вимагаючи від Ангели здатися. Але Адора з друзями прокрадаються в Зону Страху та звільняють полонену. Проте Ентрапта лишається в Зоні Страху і її вважають загиблою. Кетра переконує Ентрапту, що її покинули напризволяще та пропонує служити Орді в обмін на доступ до високих технологій.
Орда нападає на Яскравий Місяць, але принцесам, Ши-Рі та Боу вдається знищити нападників. Утім, Шепотливий ліс в ході битви знищений і Яскравий Місяць виявляється відкритий для наступної атаки. Лідер Орди, Хордак, задоволений успіхами Кетри та робить її своєю заступницею, а Ткачиху Тіней кидає до в'язниці.
Другий сезон. Принцеси стикаються з суперечностями одна з одною. Тим часом Ентрапта створює потужних роботів на основі технологій Перших. Боу намагається захопити одного, що з'ясувати його слабкості. Після кількох спроб це вдається і герої дізнаються, що Ентрапта жива, але працює на ворога. Кетра розшукує технології Перших аби створити більше роботів.
Ентрапта прокрадається в лабораторію Хордака, де дізнається, що він створює портал на іншу планету. Хордак, бачачи її знання та здібності, все більше цінує Ентрапту і зневажає Кетру, одержиму помстою Адорі. Ткачиха Тіней розповідає Кетрі, що раніше чаклункою, котра боролась проти Орди, але її було вигнано за користування забороненою магією. Вона попереджає — Хордак так само позбудеться і Кетри, коли вона перестане бути корисною. Ткачиха Тіней обманює Кетру й тікає до Яскравого Місяця. Тим часом Боу фіксує сигнал Перших глибоко в небезпечній пустелі.
Третій сезон. Адора дізнається, що вона — одна з Перших, яка потрапила на Етерію, коли Хордак вперше відкрив свій портал. Хордак кидає Кетру до в'язниці за те, що вона загубила Ткачиху Тіней. Але Ентрапта заступається за неї і Кетру посилають добувати технології Перших у пустелю. Ентрапта зауважує якусь хворобу Хордака і той розповідає, що він — генерал імператора всесвіту Хорда Прайма, котрий прагне вислужитись перед своїм володарем, завоювавши Етерію.
Адора з Ґліммер та Боу приходять в пустелю, де виявляють космічний корабель Перших і послання від Мари. В ньому говориться, що Мара відрізала Етерію від решти Всесвіту, аби стримати якусь зброю Перших. Невдовзі туди ж потрапляють Кетра і Скорпія. Кетра перемагає ватажка місцевих бандитів і веде їх до корабля. Їй вдається здолати Адору та відібрати її меч. Після цього Кетра приводить Адору до Хордака. Меч виявляється необхідною деталлю для відкриття порталу.
Ткачиха Тіней опиняється в заточенні в Яскравому Місяці, де підмовляє Ґліммер випустити її аби помститись Хордаку. Скориставшись її магією, Ґліммер, Боу та інші принцеси переносяться в Зону Страху. Кетра відкриває незавершений портал і це змішує час і простір Етерії.
Адора опиняється у зміненому минулому, де вона все ще служить Орді та дружить з Кетрою. Орда успішно бореться з Опором, але предмети зникають з реальності і Адора розуміє, що повинна виправити хід історії. Вона розшукує Ґліммер, Боу та Ентрапту, котра розповідає, що меч — центр порталу, закрити який можна тільки витягнувши меч. Ангела забирає меч і віддає його Адорі, а сама губиться в просторі й часі. Ші-Ра виходить з порталу в момент його запуску і знищує його. Але Хорд Прайм встигає помітити портал і спрямовує свою армаду на Етерію.
Четвертий сезон. Ґліммер стає королевою, але через нові обов'язки віддаляється від друзів. До Орди приєднується перевертень Дабл Трабл, який шпигує всередині Опору. Через це Опір програє на всіх фронтах. Кетра переконується, що Хордак не здатний ні на що сам, і фактично очолює орду, керуючи атаками. Розчарована в ній Скорпія переходить на бік Опору. Коли Ентрапта зауважує одержимість Кетри помстою, та відсилає Ентрапту на Острів Чудовиськ. Адора тим часом вирушає на пошуки зброї Перших.
Хоча Дабл Трабл схоплюють, перевертень зсередини сварить учасників Опору та повідомляє про наближення Хорда Прайма. Адора розшукує повідомлення від Мари, звідки довідується, що Перші концентрували енергію планети в її ядрі аби живити якусь зброю. Для підтримки цього процесу і була потрібна Ші-Ра. Проте зброя загрожувала знищити інші планети пострілом крізь міжпросторові портали, тому Мара повстала і запечатала Етерію ціною свого життя. Принцеси вирішують скористатися цією енергією аби протистояти Орді та Хорду Прайму. Адора ж переконана, що це буде помилкою, тому з Боу та єдинорогом викрадає корабель Мари та вирушає на пошуки Ентрапти на Острів Чудовиськ.
На острові герої виявляють короля Міку, батька Ґліммер. Він допомагає вижити серед чудовиськ і знайти Ентрапту. Ґліммер вирішує самотужки знайти спосіб отримати енергію з ядра Етерії. Штучний інтелект Перших обирає Ґліммер новою Ші-Ра та розкриває, що для доступу до ядра потрібні всі принцеси. Проте одна ще не знайдена, тож Ґліммер припускає, що це Скорпія. Щоб пробудити її силу, нова королева вирішує відвести Скорпію до каменя, силою котрого живилась Ткачиха Тіней.
Дабл Трабл тікає та розповідає Кетрі, що Адори немає в Яскравому Місяці. Ентрапта розказує про те, що дізналась на острові: Ші-Ра є частиною зброї Перших, яка запустить її постріл. Адора з друзями та Мікою повертається в Яскравий Місяць. Ґліммер зі Скорпією вирушають у Зону Страху, саме коли розлючений втечею з вигнання Ентрапти Хордак намагається вбити Кетру. Скорпія отримує силу, всі принцеси підключаються до ядра та багатократно збільшують свою могутність. Кетра майже перемагає, та Дабл Трабл переходить на бік Опору, вирішивши, що краще служити сильнішим. Це душевно ранить Кетру і вона здається, визнавши, що сама відштовхувала від себе тих, хто її любив. Енергія планети в цей час концентрується в Ші-Рі, планета повертається в нормальний всесвіт. Адора опирається та розбиває свій меч, припинивши тим самими постріл зброї. Але тоді Етерії досягає флот Хорда Прайма. Він забирає на свій флагман Хордака й Ґліммер, але разом з ними потай переноситься Кетра. Вона радить зберегти принцес, адже вони ключ до зброї Перших.
П'ятий сезон. Хорд Прайм окуповує Етерію з допомогою армії роботів і власних клонів. Принцеси облаштовують табір для біженців під магічним куполом, але Адора тепер не може перетворюватися на Ші-Ру. Вона вирішує скористатися космічним кораблем Мари аби повернути Ґліммер. До її команди входять Ентрапта й Боу, котрі визначають розташування головного корабля Хорда Прайма за сигналом. Хорд Прайм тим часом дізнається від Кетри про зброю Перших, сховану в ядрі Етерії, та роздумує як схопити принцес. Помітивши, що Кетра ненавидить Адору, Хордак маніпулює нею аби вивідати інформацію, а потім покидає. Розчарована Кетра вирішує звільнити Ґліммер і телепортує її у відкритий космос, де принцесу підбирає корабель Адори. Хорд за це задурманює Кетру, зробивши її своєю відданою слугою.
Дорогою додому в корабля закінчується пальне і Адора з друзями сідає на планету поблизу. Це виявляється один зі світів, спустошений Хордом Праймом, в глибині котрого знаходяться паливні кристали. Там же виявляються космічні пірати, що невдовзі приєднуються до Адори, бо їм теж потрібне пальне. Рятуючи друзів від обвалу, Адора виявляє, що її сила була не в мечі, а в ній самій, і знову перетворюється на Ші-Ру. Адора бере піратів у команду й вирішує врятувати Кетру. Її команді вдається проникнути на головний корабель, де звільнити одного з клонів Хорда Прайма, що складають екіпаж. Адора бореться з задурманеною Кетрою і та падає з висоти. Адора перетворюється на Ші-Ру, зцілює Кетру й покидає зі своєю командою корабель. Пірати повертаються до себе додому, щоб нести звістку про те, що Хорда Прайма можна подолати. На багатьох планетах спалахують повстання. Хорд Прайм посилає до Етерії величезну армаду, щоб помститись.
Тим часом захисники Етерії виявляють, що загарбники підкорюють жителів планети, причіпляючи їм чипи. Міка й багато інших магів опиняються під владою Хорда Прайма та ледве не вбивають принцес. Перфума шле Адорі попередження не повертатись на Етерію. Від клона Хордака стає відомо про планету Крайтіс, звідки Хорд Прайм колись був змушений тікати. Адора з командою вирушає туди, де герої знаходять звіра, що розповідає про слабкість Хордака — магію. В той час Ткачиха Тіней з'ясовує, що Перші обмежили магію Етерії своїми технологіями, але її можна пробудити.
Адора повертається в Етерію, але планета доти вже поневолена, а чиповані принцеси залякують населення. Ентрапта визначає, що всі чипи можна відімкнути з вежі Хордака, куди й вирушає. Ткачиха Тіней проводить Адору та вцілілих принцес і Боу до пристрою Перших, що обмежує магію. На шляху туди Ткачиха Тіней ціною свого життя затримує Міку, Адора входить у пристрій і здобуває силу контролювати всю магію Етерії. Хорд Прайм тоді викачує магічну енергію з планети. Хордак повстає проти нього, та Хорд Прайм вселяється в нього. Ентрапті вдається вимкнути чипи, звільнені жителі планети виступають проти армії загарбників. Адора перетворюється на Ші-Ру та створює промінь, який стимулює на кораблі Хорда Прайма стрімкий ріст рослин. Загарбники позбуваються контролю, а Адора виганяє з Хордака сутність Хорда Прайма й розсіює її. Під дією звільненої магії Етерія розквітає.

## Головні персонажі
- Адора / Ші-Ра (англ. Adora / She-Ra) — головна героїня, сирота, вихована в Орді. Вона — одна з Перших, що потрапила на Етерію ще немовлям крізь портал Хордака. Побачивши як Орда знищує мирних жителів Етерії, Адора переходить на бік Опору. Вона здатна перетворюватися з допомогою меча на Ші-Ру, отримуючи обладунки, сяйливе волосся та велику фізичну силу. Адора володіє сильним почуттям справедливості та обов'язку, але імпульсивна і через це часто встряє в неприємності. Наприкінці четвертого сезону дізнається, що Ші-Ра є частиною зброї Перших, здатною знищити інші планети. Тому Адора розбиває свій меч, але тим самим втрачає магічні сили. Потім, після вторгнення Хорда Прайма на Етерію, Адора розкриває, що сила Ші-Ри міститься не в мечі, а в ній самій. Втім, ця сила залежить від її емоційного стану, тому зневірившись у собі, Адора не може ставати Ші-Рою. Зрештою саме Адора знищує Хорда Прайма.
- Ґліммер (англ. Glimmer) — принцеса Яскравого Місяця, дочка королеви Ангели. Її батько Міка, як вважалося, був убитий Ордою, та насправді його лише забрали в полон і відіслали на Острів Чудовиськ, де він зумів вижити. Здатна телепортуватися й телепортувати тих, до кого торкається, проте ця здатність повинна якийсь час підзаряджатись від магічного каменя. Спочатку не довіряє Адорі, але потім стає її близькою подругою. Ґліммер регулярно намагається довести матері свою самостійність, що часто ставить її в небезпеку. Після зникнення Ангели Ґліммер замикається в собі, перестає довіряти друзям і врешті мало не призводить до відновлення зброї Перших. За її правління Опір програє на всіх фронтах, але сила зброї Перших дозволяє завдати Орді нищівної поразки перед тим, як на планету нападає ще могутніший Хорд Прайм. Після втечі з полону Прайма Ґліммер лишається однією з небагатьох принцес, які уникли чипування.
- Кетра (англ. Catra) — кішко-дівчина, подруга дитинства Адори. Кетра спритна й підступна. Вона ненавидить Адору за перехід на бік Опору та її досягнення. Тому прагне вбити чи принизити її. Отримавши владу в Орді, Кетра стає гордовитою в жорстокою навіть до своїх товаришів. Коли Хордак розчаровується в ній та відправляє на смертельне завдання, Кетра об'єднується з бандитами і замислює помститись всім кривдниками. Повернувшись, їй вдається очолити найуспішніший наступ на Опір, не рахуючись із втратами. Через це солдати і друзі відвертаються від неї. Врешті всі покидають Кетру, що шокує її та пригнічує. Але саме Кетра після нападу Хорда Прайма дає принцесам і Адорі час на пошуки порятунку. Хорд Прайм чипує її, але потім Адора забирає Кетру, а Ентрапта видаляє чип. Повернувшись на Етерію, Кетра підбадьорює Адору до останнього бою проти Хорда Прайма.
- Боу (англ. Bow) — лучник, давній друг і потім хлопець Ґліммер. Він оптиміст і жартівник. Володіє різними стрілами, що допомагають йому в пригодах. Боу походить з нетрадиційної родини — в нього два батька. Він довго приховував від них, що допомагає Опору, та врешті вони прийняли заняття Боу. Після того як Ґліммер допомагає Адорі запустити зброю Перших, Боу ображається на неї. Пізніше вони миряються й доводять свої почуття одне до одного героїчними вчинками.
- Ангела (англ. Angella) — королева Яскравого Місяця. Вона добра правителька, та проявляє надмірну опіку над Ґліммер, адже її чоловік Міка загинув на війні. У фіналі третього сезону рятує Адору від нестабільного порталу Хордака, але сама через це губиться в просторі та часі. Відтоді час від часу лише з'являється як голос совісті персонажів.
- Ткачиха Тіней (англ. Shadow Weaver) — колишня принцеса світла, вигнана за використання забороненої магії. Через небезпечний ритуал її обличчя обпечене і сховане під маскою. Ставши на бік Орди, вона виховала Адору й Кетру. Ткачиха Тіней зазвичай байдужа та беземоційна. Попри суворе виховання Адори, Ткачиха Тіней любить її як власну дочку. Розчарувавшись в Орді, Ткачиха Тіней перейшла на бік Опору. Там вона фактично є ув'язненою, але має свій сад, за яким доглядає. Іноді вона дає поради щодо застосування магії. Після окупації Етерії Хордом Праймом вона лишається наймогутнішою чаклункою і ціною життя рятує Адору.
- Хордак (англ. Hordak) — лідер Орди, високий гостровухий гуманоїд. Він — клон імператора всесвіту Хорда Прайма, вигнаний за генетичний дефект. Багато років тому його корабель розбився на Етерії і відтоді Хордак прагне завоювати планету, створивши портал до рідного світу, щоб довести Хорду Прайму, що він повноцінний. Його плани не мали великих успіхів, поки Хордак не познайомився з Кетрою та Ентраптою. Хордак імпульсивний та гнівливий, в той же час буває наївним. У нього є фамільяр у вигляді чортика, що шпигує за підлеглими. Коли Етерію окуповує Хорд Прайм, він стирає Хордаку спогади, проте вони пробуджуються, коли поряд опиняється Ентрапта. Хордак зрештою повстає проти свого володаря і дає час його подолати.
- Хорд Прайм (англ. Horde Prime) — імператор всього видимого всесвіту, що підкорив і знищив безліч планет. Поневолене населення він чипує, що змушує його жертв відчувати спокій і довіру Хорду Прайму. Він виглядає як високий готровухий гуманоїд з блідою шкірою та зеленими очима. За волосся йому слугують кабелі, котрими він підмикається до свого зорельота. Хорд Прайм живе вже понад тисячу років, переселяючи свою свідомість в тіла клонів. Увесь екіпаж його кораблів складається з клонів, будь-якого з них Хорд Прайм може брати під прямий контроль. У давнину він воював з Першими і переміг їх, але не зміг опанувати магією, котру вони використовували. Дізнавшись, що на Етерії Перші лишили технології, котрими контролювали магію, Хорд Прайм окуповує планету і шукає способи заволодіти магією.
- Скорпія (англ. Scorpia) — принцеса на службі в Орди, кремезна дівчина з клешнями замість рук і скорпіоновим хвостом. Своїм жалом може паралізувати ворогів. Скорпія груба та прямолінійна, попри службу Орді, вона цінує дружбу. Особливо виявляє симпатію до Кетри, часто сприймаючи її маніпуляції за взаємність. Зрештою розуміє, що Кетра її використовувала, та переходить до Опору. Вона виявляється останньою принцесою, необхідною для активації зброї Перших. Її сила полягає в керуванні блискавками. Після окупації Етерії Хордом Праймом вона потрапляє під контроль його чипа.
- Ентрапта (англ. Entrapta) — принцеса, здатна використовувати своє волосся, як додаткові руки. Вона життєрадісна та жвава, проте настільки пристрасно захоплюється винахідництвом і дослідженням технологій Перших, що готова пожертвувати будь-чим заради них. Проживала у віддаленому в замку зі слугами та власноруч збудованими роботами. Пізніше переходить на бік Орди за можливість досліджувати технології Перших. Ентрапта знаходить у бійцях Орди подруг і швидко завойовує повагу самого Хордака, будуючи роботів і допомагаючи Хордаку в створенні порталу. Проте її тяга до знань будь-якою ціною дратує Хордака та Кетру, тож Ентрапту врешті висилають на Острів Чудовиськ. Там її згодом знаходять Адора й Боу та повертають до принцес. Ентрапта допомагає поремонтувати космічний корабель Перших і зламати технології Хорда Прайма.
- Перфума (англ. Perfuma) — принцеса, здатна контролювати ріст рослин. Вона життєрадісна дівчина, що бореться з Ордою, не завдаючи прямої шкоди навіть її воїнам. Її народ — миролюбні жителі лісу, не здатні захистити себе самі. Одна з принцес, які уникли чипування Хордом Праймом.
- Морський Яструб (англ. Seahawk) — молодий моряк. Він хвалькуватий і залицяється до Мермісти.
- Мерміста (англ. Mermista) — принцеса морського королівства. Здатна перетворюватись на русалку і керувати водою. Ця принцеса спокійна і нерідко навіть виглядає байдужою до всього, що відбувається, в той же час розсудлива та смілива. Після окупації Етерії опиняється під контролем Хорда Прайма.
- Фроста (англ. Frosta) — принцеса крижаного королівства. Вміє заморожувати воду і створювати з нього різні речі. Вона наймолодша з усіх принцес — їй лише 11 років. Виховуючись при королівському дворі, Фроста не знала що таке дружба, що зробило її похмурою та суворою. Познайомившись з іншими принцесами, Фроста стає жвавою та доброзичливою. Одна з принцес, які уникли чипування Хордом Праймом.

## Сезони
| Сезон | Кількість епізодів | Дата показу       |
| ----- | ------------------ | ----------------- |
| 1     | 13                 | 13 листопада 2018 |
| 2     | 7                  | 26 квітня 2019    |
| 3     | 6                  | 2 серпня 2019     |
| 4     | 13                 | 5 листопада 2019  |
| 5     | 13                 | 15 травня 2020    |

## Створення

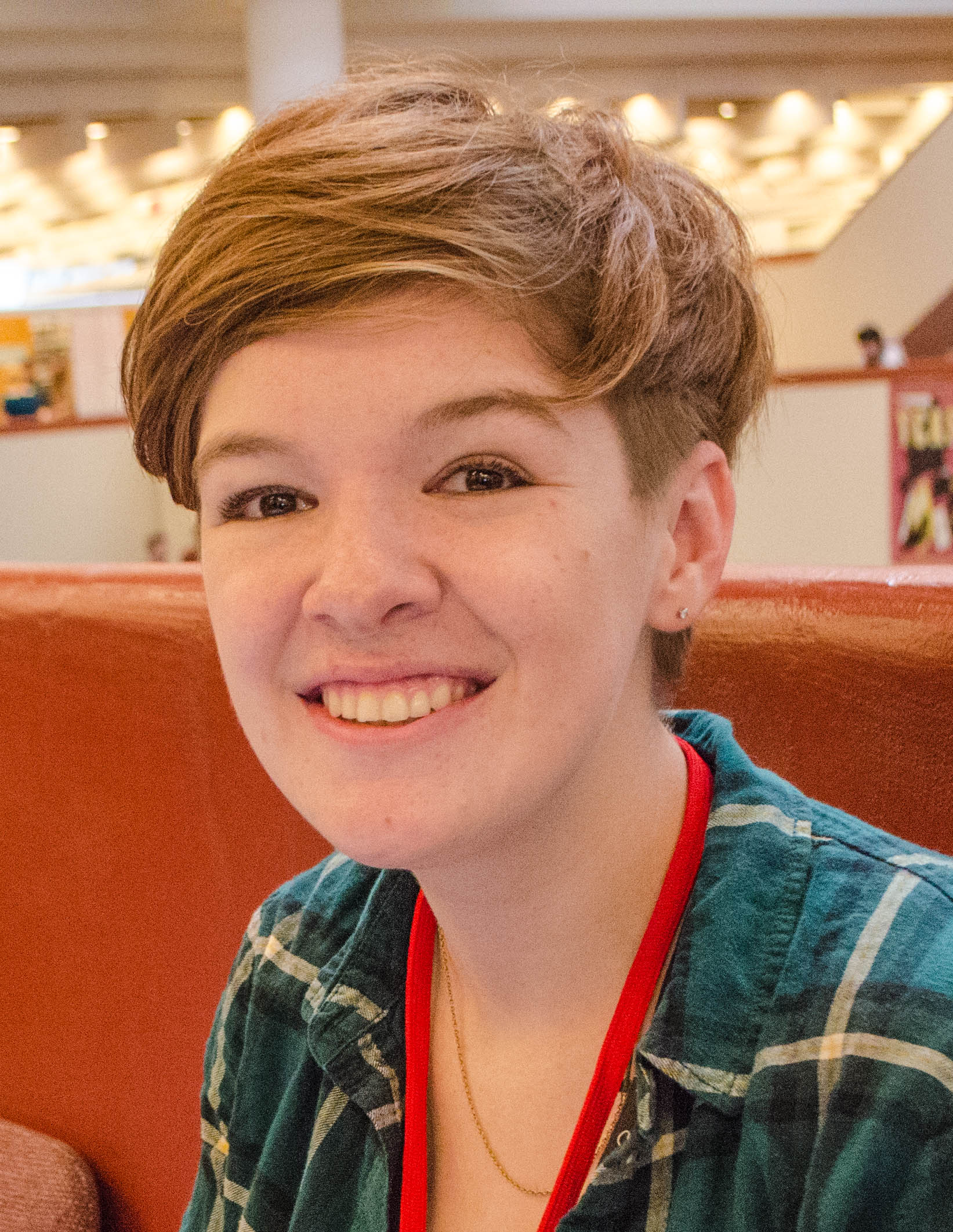
Ноель Стівенсон, авторка сюжету серіалу

Сюжет серіалу написано командою, що складається виключно з жінок на чолі з Ноель Стівенсон. Ноель надихалася настільною грою Dungeons & Dragons, персонаж якої, створений нею, ліг в основу Ші-Ри. Оригінального серіалу сценаристка не дивилася в дитинстві. Рімейк мав вийти, як і оригінал, після серіалу про Хі-Мена. Анонс відбувся 12 грудня 2017 року, коли Ноель Стівенсон і DreamWorks Animation вже працювали над ним кілька місяців.
Порівняно з серіалом 1985 року, рімейк дотримується більш стриманого та реалістичного зображення персонажів. У рімейку головні героїні та герої молодші, маючи той же вік, що й цільова аудиторія. Їхній одяг менш відкритий, а статура менш мускулиста. Рімейк не пов'язний з франшизою про Хі-Мена, ні сам Хі-Мен ні Скелетор, що був у оригіналі пов'язаний з Хордаком, тут не фігурують. Єдиноріг у рімейку став просто випадковим конем, що зазнав дії магії, тоді як в оригіналі він дух. В оригіналі герої належать до Повстання, а в рімейку до Альянсу. Головні персонажі ті самі та володіють тими ж здібностями. Але Кетра з однозначно лиходійки стала більш неоднозначною і її стосунки з Адорою стали рушійною силою сюжету. Водночас фраза «Задля слави Сірого Черепа», що перетворює Адору на Ші-Ру, втратила сенс, оскільки фортеця Сірого Черепа в новому серіалі відсутня.
Фабула серіалу нагадує фабулу оригіналу, але сюжет більше уваги приділяє сучасному розумінню жіночності. Принцеси в рімейку мають різноманітну зовнішність, не підпорядковану якому-небудь загальному стандарту. Їм притаманні як чесноти, так і недоліки, контраст яких рухає сюжет. Стівенсон переосмислила поняття принцеси, в її серіалі вони — лідери своїх народів, близькі до підданих. Тут принцеси особисто борються зі злом, а не покірно потерпають від нього, чекаючи порятунку від чоловіка, за якого потім повинні вийти заміж, як у класичних сюжетах. В той же час вони не володіють агресивно феміністичними рисами, що робили б їх чоловікоподібними. Принцеси в серіалі не соромляться бути сентиментальними та лагідними.
Крім того, персонажі нового серіалу представлені широким набором рас і культур. В ньому зображено і кількох персонажів нетрадиційної сексуальної орієнтації. Стівенсон вмотивувала їх включення до сюжету тим, що слід відображати реальне співвідношення сексуальної більшості та меншин в сучасному суспільстві.
Перший тизер «Ші-Ра і могутні принцеси» було показано 10 вересня 2018 року, а 4 жовтня — трейлер. Вихід першого епізоду планувався на 16 листопада 2018, але був перенесений на 13 число.

## Оцінки й відгуки
На Rotten Tomatoes серіал зібрав середню оцінку 87/100. На IMDb середня оцінка складає 7,8/10.
Крістен Лопез із IndieWire вказала на те, що окрім типової епічної сюжетної лінії про величезну армію та бійців опору, які повинні зупинити її, «Ші-Ра» знайшла час для вивчення стосунків, як романтичних, так і платонічних. Петрана Радуловік з Polygon виділила, що серіал має приємну колірну гаму і стиль кожної локації — це додатковий засіб оповіді. Також, вона похвалила те, що лиходії нового серіалу мають передісторію та зрозумілу мотивацію, а не роблять зло заради зла; а антигерої підкреслюють позитивні риси принцес.
Шеннон Міллер з The A.V. Club відгукнулася: «Окрім гумору, емоцій та несподіванок у дружбі, вам також варто очікувати фінальної битви, яку „Ші-Ра“ не тільки старанно готувала з першого сезону, але й з лишком окупила. Стівенсон та компанії вдалося уникнути передбачуваності з достатньою кількістю поворотів та нових знахідок, щоб закінчити цю главу на все ще свіжій ноті. З усіх останніх нот, які „Ші-Ра“ залишає за собою, найрезонанснішим є, мабуть, те, що ніщо не здолає колективну силу дружби, любові та цілісної оповіді».
Ліндсі Мантоан з CNN відзначила, що кожен персонаж, який належить до певної меншини, не уособлює цю меншину в цілому, а тому серіал не справляє враження пропаганди ЛГБТ. Також підкреслювалося, що «Ші-Ра» оминає поширене кліше «Закопайте своїх геїв», коли гомосексуальні пари за сюжетом гинуть, щоб тільки підкреслити значущість центрального персонажа.
Деякі прихильники старого серіалу були обурені зміною дизайну персонажів, причому більшість критики надходила від чоловіків. Героїні в новій подобі характеризувалися як недостатньо сексуальні та гламурні. Критика від жіночої аудиторії переважно стосувалася меншої жіночності Ші-Ри. Майкл Стражинський, який працював над оригінальним серіалом, зауважив, що творці серіалу 80-х ставили за мету показати воїтельку, а не ідеальну жінку, і відгукнувся, що критики зовнішності мають «качиний синдром», вважаючи серіал, який бачили в дитинстві кращим тільки тому, що він показувався раніше. Інші творці оригінального серіалу повідомили, що зовнішність героїнь оригіналу була продиктована популярністю в ті часи ляльок Барбі (планувалося випустити серію ляльок, які зображали героїнь серіалу) та зв'язком з серіалом про Хі-Мена.
Common Sense Media відгукнулися: «Батьки повинні знати, що „Ші-Ра і могутні принцеси“ переосмислює центральну героїню, вперше представлену глядачам у серіалі 80-х років „Ші-Ра: Могутня принцеса“. Історія має безліч образів дівочої сили, від самої Ші-Ра до її багатьох сильних соратниць. Жінки справді домінують по обидва боки сил добра/зла, а Ші-Ра та її друзі-етерійці моделюють мужність, рішучість та прихильність сильному почуттю справедливості. Тоді як солдатів Орди надихає влада і спонукає до дій маніпуляція, Ші-Ра та її друзі борються за мир. Очікуйте бойових сцен, у яких видно, що беззбройні персонажі постраждали від вибухів чи лазерних пострілів, що припускає, що декого вбивають».

## Нагороди
| Рік  | Нагорода                 | Категорія                                            | Номінанти                          | Результат | Прим.  |
| ---- | ------------------------ | ---------------------------------------------------- | ---------------------------------- | --------- | ------ |
| 2019 | GLAAD Media Awards       | Видатна програма для дітей і родини                  | She-Ra and the Princesses of Power | Номінація | [ 24 ] |
| 2019 | 46th Daytime Emmy Awards | Видатний кастинг для анімаційного серіалу чи спешалу | She-Ra and the Princesses of Power | Номінація | [ 25 ] |
| 2019 | Golden Trailer Awards    | Найкраща анімація / сімейне ТБ                       | She-Ra and the Princesses of Power | Номінація | [ 26 ] |